# Lauro Sérgio Versiani Barbosa
Lauro Sérgio Versiani Barbosa (Ouro Preto, 29 de abril de 1959) é um prelado católico brasileiro. É o quarto bispo de Colatina.

## Formação e Vida Presbiteral
Nascido em 29 de abril de 1959 em Ouro Preto, na Arquidiocese de Mariana, concluiu seus estudos em História e Filosofia na Universidade Federal de Minas Gerais. Cursou Teologia na Faculdade Jesuíta de Belo Horizonte (1991-1994) e foi ordenado padre por Dom Luciano Mendes de Almeida em 2 de setembro de 1995, sendo incardinado na Arquidiocese de Mariana. Obteve a Licenciatura em Teologia Dogmática na Pontifícia Universidade Gregoriana de Roma, onde estudou de 1999 a 2001.
Após a ordenação ocupou os seguintes cargos: diretor de Estudos do Instituto de Filosofia (1994-1998) e de Teologia (2002-2005) do Seminário São José; vigário de Freguesia do Sagrado Coração de Jesus em Mariana (1995-1999 e 2001-2012); diretor da Escola dos Diáconos de São Lourenço (2005-2014); reitor do Seminário Arquidiocesano de Mariana (2006-2014); assessor do Conselho Arquidiocesano de Leigos (2002-2012); presidente da Organização dos Seminários e Institutos do Brasil da Regional Leste 2 da CNBB (2007-2011); vigário episcopal da Região Pastoral Leste (2016-2019); membro do Colégio de Consultores, do Conselho Presbiteral, do Conselho Arquidiocesano de Pastoral, do Conselho Arquidiocesano de Economia e do Conselho Curatorial da Fundação Marianense para a Educação. Além disso, de 2014 a 2018 foi Postulador da fase diocesana da Causa de Beatificação e Canonização do Servo de Deus Dom Luciano Mendes de Almeida.
Até 2021 era pároco de Nossa Senhora do Rosário de Fátima em Viçosa (desde 2014), professor de Filosofia e Teologia do Seminário Arquidiocesano (desde 1993), diretor da Fundação Cultural e Educacional da Arquidiocese de Mariana (desde 2017) e membro do Capítulo Metropolitano. É membro fundador, editorialista e articulista de jornais e revistas. Publicou o livro "Memórias de Ouro Preto" e colaborou na publicação da Academia Ouro-Pretana de Letras "A Família Ouro-Pretana".
No processo de elaboração e redação das atuais Diretrizes Gerais da Ação Evangelizadora da Igreja no Brasil (DGAE 2019–2023), padre Lauro integrou a Comissão de Assessores da CNBB.

## Episcopado
Em 27 de outubro de 2021, foi nomeado pelo Papa Francisco como bispo de Colatina. Foi consagrado na Igreja Matriz Nossa Senhora do Rosário de Fátima, em Viçosa no dia 25 de janeiro de 2022, sendo o celebrante principal, Dom Airton José dos Santos, arcebispo de Mariana, coadjuvado por Dom Geraldo Lyrio Rocha, arcebispo emérito de Mariana e Dom Dario Campos, O.F.M., arcebispo de Vitória do Espírito Santo.

### Ordenações Episcopais
Dom Lauro foi coadjuvante da ordenação episcopal de:
1. Geraldo de Souza Rodrigues, nomeado bispo de Januária, aos 27 de janeiro de 2024, em Porto Firme. O celebrante principal foi Dom Airton José dos Santos.
2. Joselito Ramalho Nogueira, nomeado bispo auxiliar de São Sebastião do Rio de Janeiro, aos 27 de abril de 2025, em Cachoeiro de Itapemirim. O celebrante principal foi Dom Luiz Fernando Lisboa.